# § 3-naturtype
En § 3-naturtype  er en naturtype der er beskyttet i henhold til Naturbeskyttelseslovens § 3, der  indeholder bestemmelser om beskyttelse af bestemte naturtyper. Loven var et resultat af en erkendelse af at mange naturområder er forsvundet fra det danske landskab i løbet af 1900-tallet. 
Omkring 375.000 hektar små naturområder eller omkring 9,5 procent af Danmarks areal er beskyttet gennem Naturbeskyttelseslovens § 3. Det handler om:
- Søer
- Moser
- Ferske enge
- Strandenge
- Heder
- Overdrev
- Vandløb

Disse er beskyttede overalt, hvor de forekommer i Danmark. De er registrerede og kan ses på Miljøstyrelsens arealinformation , se f.eks. § 3-naturtyper på Agersø og syd for Skælskør. Der må ikke foretages ændringer i tilstanden af de beskyttede naturtyper, men beskyttelsesordningen hindrer ikke at arealernes hidtidige benyttelse fortsættes.
Miljøministeriet er i 2013 i fuld gang med at kortlægge, hvor de små beskyttede naturområder er i Danmark, og 55 biologer fra Miljøministeriet er i felten for at sammenligne virkeligheden med det, de har set på luftfotos. De ventes at besøge 26.000 § 3-områder.

## Sprøjte- og gødningsforbud
I december 2019 meddelte miljøminister Lea Wermelin at regeringen vil  forbyde gødskning og sprøjtning af enge, der er omfattet af naturbeskyttelseslovens § 3, for at sikre bedre levesteder for insekter, vilde dyr og planter. Der er tale om at genindføre og udvide regler, som SR-regeringen indførte i 2015  som en del af Naturplan Danmark, men som   den daværende V-regering ophævede i 2016 før den trådte i kraft. Lovforslaget vil berøre ca. 37.000 ha ferske enge og strandenge, der i dag har en lovlig drift med sprøjtning, gødskning, fordelt på cirka 9.000 ejendomme. Lovforslaget L 164,   Lov om ændring af lov om naturbeskyttelse (Forbud mod sprøjtning, gødskning og omlægning af § 3-beskyttede arealer) blev vedtaget 25. juni 2020 af regeringen og dens støttepartier.  Forbuddet har dog en overgangsperiode på to år og trådte først i kraft i fuldt omfang 1. juli 2022.

## Eksterne kilder og henvisninger
1. ↑  Arealopgørelser over § 3 naturtyper
2. ↑  miljoegis.mim.dk
3. ↑  § 3-naturtyper på Agersø og syd for Skælskør
4. ↑  Beskyttede naturtyper - § 3 Arkiveret 23. december 2019 hos  Wayback Machine på Miljøstyrelsens websted, mst.dk
5. ↑  Nu skal den beskyttede natur beskyttes Arkiveret 23. marts 2014 hos  Wayback Machine dn.dk 24. juni 2013 [dødt link]
6. ↑  Lea Wermelin: Nu skal det være slut med at sprøjte og pløje naturarealer Arkiveret 23. december 2019 hos  Wayback Machine mfvm.dk 20. december 2019
7. ↑  Regeringen: Enge skal hverken gødes eller sprøjtes 19. december 2019 politiken.dk
8. ↑  Nu bliver det forbudt at sprøjte med gift og pløje i beskyttet natur dn.dk 20. december 2019
9. ↑  L 164 Forslag til lov om ændring af lov om naturbeskyttelse.  ft.dk hentet 3. juli 2020
10. ↑  Lovteksten Vedtaget af Folketinget ved 3. behandling den 25. juni 2020 på ft.dk hentet 3. juli 2020
11. ↑  Miljøministeren står fast: Vi gennemfører forbuddet dof.dk 25. juni 2020 hentet 3. juli 2020
12. ↑  Beskyttelse af § 3-naturtyper Arkiveret 11. november 2022 hos  Wayback Machine  mst.dk hentet 11.november 2022

- Ny Vejledning om naturbeskyttelseslovens § 3-beskyttede naturtyper på naturbeskyttelse.dk
- Bekendtgørelse af lov om naturbeskyttelse  27. juni 2017